# 후사인 술타니
후사인 술타니(아랍어: حسين سلطاني, 프랑스어: Hocine Soltani 호신 솔타니[*], 1972년 12월 27일~2002년 3월)는 알제리의 권투 선수이다. 1992년 하계 올림픽에서 페더급 동메달을 획득했고, 1996년 하계 올림픽에서 라이트급 금메달을 획득했다.